# ¡El capo se escapa!
¡El capo se escapa! es una historieta de la serie Mortadelo y Filemón creada por el historietista español Francisco Ibáñez en 2016.

## Trayectoria editorial
La historieta fue publicada en álbum en la publicación "Magos del Humor", el 8 de julio de 2016, siendo la historieta número 180 de esta publicación, y el 205 de la colección general. Por su parte, la historieta se unió a la Colección Olé en el 2017, siendo la historieta número 205 en incorporarse a dicha editorial. La Historieta, en si, conforma la número 205 de la colección general "Mortadelo y Filemón".

## Argumento
El peligroso mafioso Osvaldo Marijuánez ha logrado huir de una cárcel en la que estaba encerrado con ayuda de sus hombres, quienes excavaron un túnel para que la huida pudiera efectuarse. Sin embargo, esta no es la primera vez que Marijuánez logra escapar de una cárcel, pues también lo había hecho ya de otras que tenían una alta seguridad, tales como las de Alcalá Moco y el de Villacascote. Ahora, Mortadelo y Filemón deberán ir en su búsqueda viajando a diversos lugares del globo, entre ellos a África.